# Radko Pavlovec (politický vězeň)
Radko Pavlovec (29. července 1931 Nová Paka – 12. května 2003 Vídeň) byl český konstruktér, vynálezce, účastník 2. a 3.odboje, politický vězeň, okresní tajemník K 231, exulant, člen KPV, skaut.
Po protestním dopisu bývalému spoluvězni Gustávu Husákovi byl v rámci nátlakové akce Akce Asanace donucen v roce 1978 s celou rodinou k vystěhování a byl přijat Rakouskem.
V roce 1980 se stal činovníkem Českého a slovenského exilového skautingu - ČSES, postupně také vůdcem oddílu a vůdcem Rakouské oblasti v rámci ČSES.
Dne 23. prosince 1989 spolu se svým exilovým skautským oddílem z Vídně poprvé přivezl do Československa Betlémské světlo.
Od roku 1993 převážně pobýval v ČR, avšak pokračoval v některých aktivitách v Rakousku, např. ve vedení skautského oddílu až do roku 2000.
V roce 1996 neúspěšně kandidoval do senátu na Jičínsku za DEU.